# 매스 (영화)
《매스》(영어: Mass)는 2021년에 개봉한 미국의 드라마 영화이다. 프랜 크랜즈가 감독과 각본을 맡았다. 미국에서 2021년 10월 8일에, 대한민국에서는 2022년 5월 18일에 개봉되었다.

## 줄거리
학교 총격 사건으로 자식을 잃었지만 결코 섞일 수 없는 두 부부 ― 피해자의 부모인 게일과 제이, 그리고 가해자의 부모인 린다와 리처드. 사건이 발생한 지 6년이 지난 후 이들은 켄드라를 통해 어느 교회 한 켠에 있는 방에서 만나 이야기를 나누기 시작하는데...

## 출연진
- 리드 버니 - 리처드 역
- 앤 다우드 - 린다 역
- 제이슨 아이작스 - 제이 페리 역
- 마사 플림프턴 - 게일 페리 역
- 브리다 울 - 주디 역
- 미셸 N. 카터 - 켄드라 역